# Variabili procicliche e anticicliche
Le variabili procicliche e anticicliche sono variabili che fluttuano in un modo positivo o negativo in relazione alle variazioni del ciclo economico, misurate generalmente attraverso il prodotto interno lordo (PIL). Il significato del concetto può variare a seconda che ci si riferisca alla teoria macroeconomica o alla politica economicha.
Il concetto è spesso associato all'approccio dei governi alla spesa e alla tassazione. Una "politica fiscale prociclica" può essere riassunta semplicemente come quella adottata dai governi che aumentano la spesa pubblica e riducono le tasse durante una fase di espansione economica, mentre riducono la spesa e aumentano le tasse durante una recessione . Una politica fiscale “anticiclica” adotta l’approccio opposto: riduce la spesa e aumenta le tasse durante un periodo di espansione, e aumenta la spesa riducendo le tasse durante una recessione .

## Teoria del ciclo economico

### Prociclica
Nella teoria del ciclo economico e nella finanza, qualsiasi quantità economica positivamente correlata con lo stato generale dell'economia è definita prociclica.  Ovvero, qualsiasi quantità che tende a crescere durante una fase di espansione e a diminuire durante una fase di recessione è classificata come prociclica. Il prodotto interno lordo (PIL) è un esempio di indicatore economico prociclico. Molti prezzi azionari sono anch'essi prociclici, in quanto tendono a crescere quando l'economia è in rapida espansione.

### Anticiclica
Al contrario, qualsiasi grandezza economica negativamente correlata con lo stato generale dell’economia è definita anticiclica. Ovvero, grandezze che tendono a crescere quando l'economia rallenta sono classificate come "anticicliche". Ad esempio, la disoccupazione è una variabile anticiclica.  Analogamente, anche i fallimenti aziendali e i prezzi del mercato azionario tendono ad essere anticiclici. Nella finanza, un asset che tende ad comportarsi bene mentre l'economia nel suo complesso va male è definito anticiclico e potrebbe essere. Un esempio, potrebbe essere un'azienda o uno strumento finanziario il cui valore deriva dalla vendita di beni inferiori.

## Politica economica

### Prociclica
Nel contesto della politica economica, prociclica assume un significato diverso. In questo contesto, si riferisce a qualsiasi aspetto di una politica economica che potrebbe amplificare le fluttuazioni economiche o finanziarie. Tuttavia, poiché gli effetti di determinate politiche sono spesso incerti o controversi, una politica sarà considerata prociclica, anticiclica o aciclica a seconda in base al giudizio di chi valuta.
Ad esempio, le normative finanziarie dell'accordo di Basilea II sono state criticate per la loro possibile prociclicità. Tale accordo richiede alle banche di aumentare i propri coefficienti patrimoniali quando affrontano rischi maggiori, obbligandole potenzialmente a ridurre il credito durante una recessione o una crisi del credito, aggravando così la recessione. Una critica simile è stata rivolta alle regole contabili del fair value (valore equo). Anche l'effetto del tasso di interesse unico dell'Eurozona sui paesi periferici con un'inflazione relativamente elevata è prociclico, portando a tassi di interesse reali molto bassi o addirittura negativi durante una fase di boom economico (ad esempio la ripresa della "Tigre Celtica" in Irlanda) e a bolle speculative immobiliari e dei prezzi delle attività, la cui successiva rottura amplifica le recessioni. 

### Anticiclica
Al contrario, una politica economica o finanziaria è definita anticiclica se agisce contro le tendenze cicliche dell'economia. Le politiche anticicliche mirano a raffreddare l'economia in espansione e a stimolare l'economia in recessione.
L'economia keynesiana sostiene l'utilizzo di politiche anticicliche automatiche e discrezionali per attenuare l'impatto dei cicli economici . Un esempio di politica fiscale automaticamente anticiclica è la tassazione progressiva. Tassando una proporzione maggiore del reddito quando l'economia è in espansione, una tassa progressiva tende a ridurre la domanda quando l'economia è in espansione, contenendo così l'espansione. Altre scuole di pensiero economico, come la nuova macroeconomia classica,  sostengono, invece, che politiche anticicliche possono essere controproducenti o destabilizzanti e, pertanto, preferiscono una politica fiscale laissez-faire come metodo per mantenere un'economia complessivamente solida. Quando il governo adotta una politica fiscale anticiclica in risposta a una minaccia di recessione, potrebbe, ad esempio, incrementarela spesa per le infrastrutture.